# Henry Selick
Henry Selick est un scénariste, réalisateur et producteur américain,  né le 30 novembre 1952. Spécialisé dans l'animation image par image (dite aussi animation en volume), il est notamment connu pour avoir réalisé L'Étrange Noël de Monsieur Jack, James et la Pêche géante et Coraline.

## Biographie
Selick est né à Glen Ridge, dans le New Jersey. Il est le fils de Melanie Selick (née Molan) et de Charles H. Selick. Il a été élevé dans la localité de Rumson. Selick n'a fait que dessiner de 3 à 12 ans. Sa fascination pour l'animation est née très tôt, au visionage du film en stop-motion de Lotte Reiniger Les Aventures du prince Ahmed et les créatures animées du Septième Voyage de Sinbad de Ray Harryhausen. Il est diplômé du lycée de Rumson-Fair Haven en 1970.
Après avoir étudié les sciences à l’Université Rutgers au Nouveau-Brunswick et les arts à l'université de Syracuse et au Central Saint Martins College of Art and Design de Londres, Selick s'est finalement inscrit au California Institute of the Arts (CalArts) pour étudier l'animation. Ses deux films d'étudiants, Phases et Tube Tales, ont été nommés aux Oscars des étudiants.

## Projets
En avril 2012, les studios américains Walt Disney annoncent avoir acquis les droits d'adaptation cinématographique du roman L'Étrange Vie de Nobody Owens de Neil Gaiman ; peu après, le nom d'Henry Selick est annoncé pour la réalisation d'un long-métrage.

## Filmographie

### Longs métrages
- Réalisateur (si autres rôles, ceux-ci sont indiqués à la fin de chaque ligne)
  - 1993 : L'Étrange Noël de monsieur Jack (The Nightmare Before Christmas)
  - 1996 : James et la Pêche géante (James and the Giant Peach) - Coproducteur
  - 2001 : Monkeybone - Producteur
  - 2009 : Coraline - scénariste et producteur
  - 2022 : Wendell et Wild - scénariste et producteur[2]

- Autres rôles artistiques
  - 1981 : Rox et Rouky coréalisé par Ted Berman, Art Stevens et Richard Rich - Animateur
  - 1985 : Oz, un monde extraordinaire réalisé par Walter Murch - Artiste story-board
  - 1985 : Taram et le Chaudron magique coréalisé par Ted Berman et Richard Rich - Animateur (non crédité)
  - 1986 : Basil, détective privé (animateur) coréalisé par Ron Clements, Burny Mattinson, John Musker et David Michener - Animateur personnage (non crédité)
  - 1988 : Qui veut la peau de Roger Rabbit réalisé par Robert Zemeckis - Artiste intervenant
  - 2004 : La Vie aquatique réalisé et coécrit par Wes Anderson - Directeur de l'animation

### Courts métrages
- Réalisateur (si autres rôles, ceux-ci sont indiqués à la fin de chaque ligne)
  - 1981 : Seepage - Scénariste
  - 1990 : Slow Bob in the Lower Dimensions - Scénariste et producteur
  - 2005 : Moongirl - Scénariste
- Autre rôle artistique
  - 1983 : Le Noël de Mickey réalisé et écrit par Burny Mattinson - Animateur (non crédité)

## Distinctions
- 1992 : Festival international du film d'animation d'Ottawa : Prix OIAF de la productions d'animation spécialement produites pour la télévision et ne faisant pas partie d'une série pour Slow Bob in the Lower Dimensions
- 1994 : Annie Awards de la meilleure réalisation individuelle pour la supervision créative dans le domaine de l'animation pour L'Étrange Noël de monsieur Jack
- 1997 : Festival international du film d'animation d'Annecy : Grand Prix pour James et la pêche géante
- 2005 : Festival international du film d'animation d'Ottawa : Prix spécial du jury pour Moongirl
- 2006 : Miami Short Film Festival : Prix du festival pour Moongirl
- 2006 : Eugene International Film Festival : Meilleur film d'animation pour Moongirl
- 2009 : Festival international du film d'animation d'Annecy: Cristal du long-métrage pour Coraline
- 2010 : Cinema Audio Society Awards : Prix du réalisateur
- 2020 : Annie Awards : Prix Winsor McCay